# Tingstäde
För andra betydelser, se Tingstäde (olika betydelser).

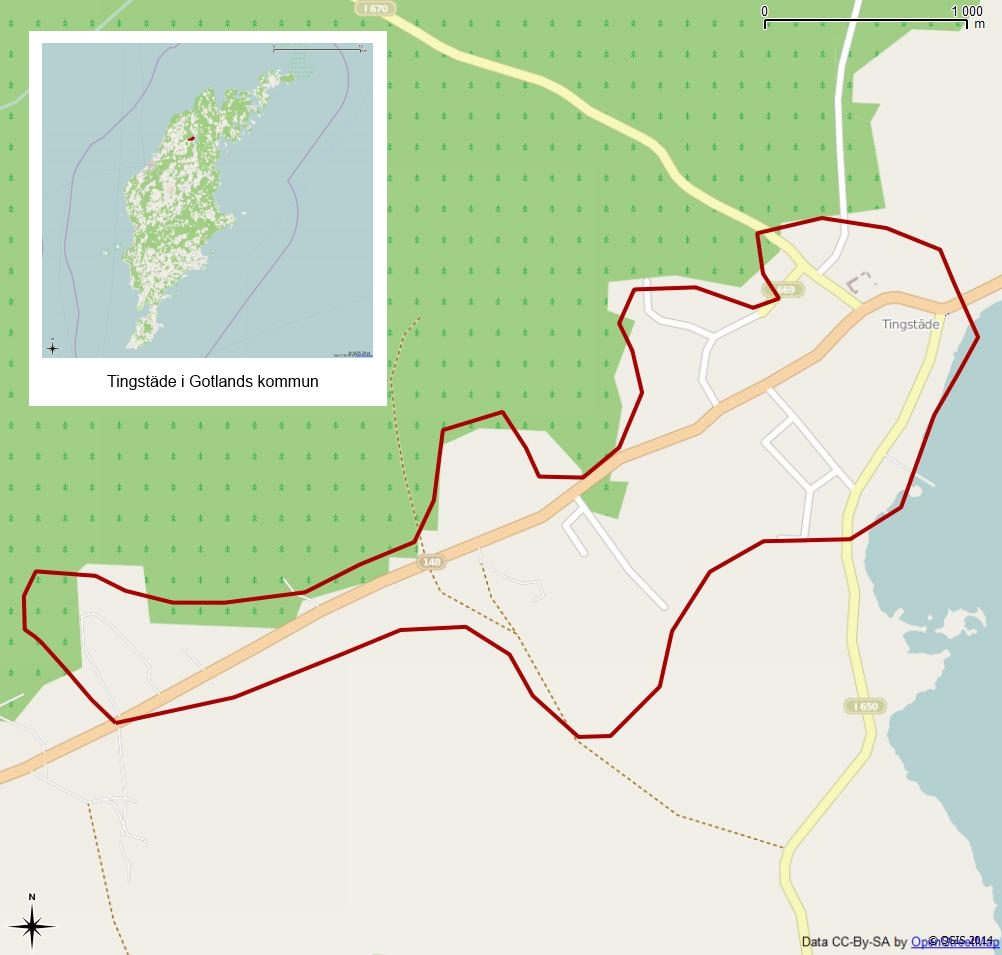
Tingstäde tätorts avgränsning 1990.

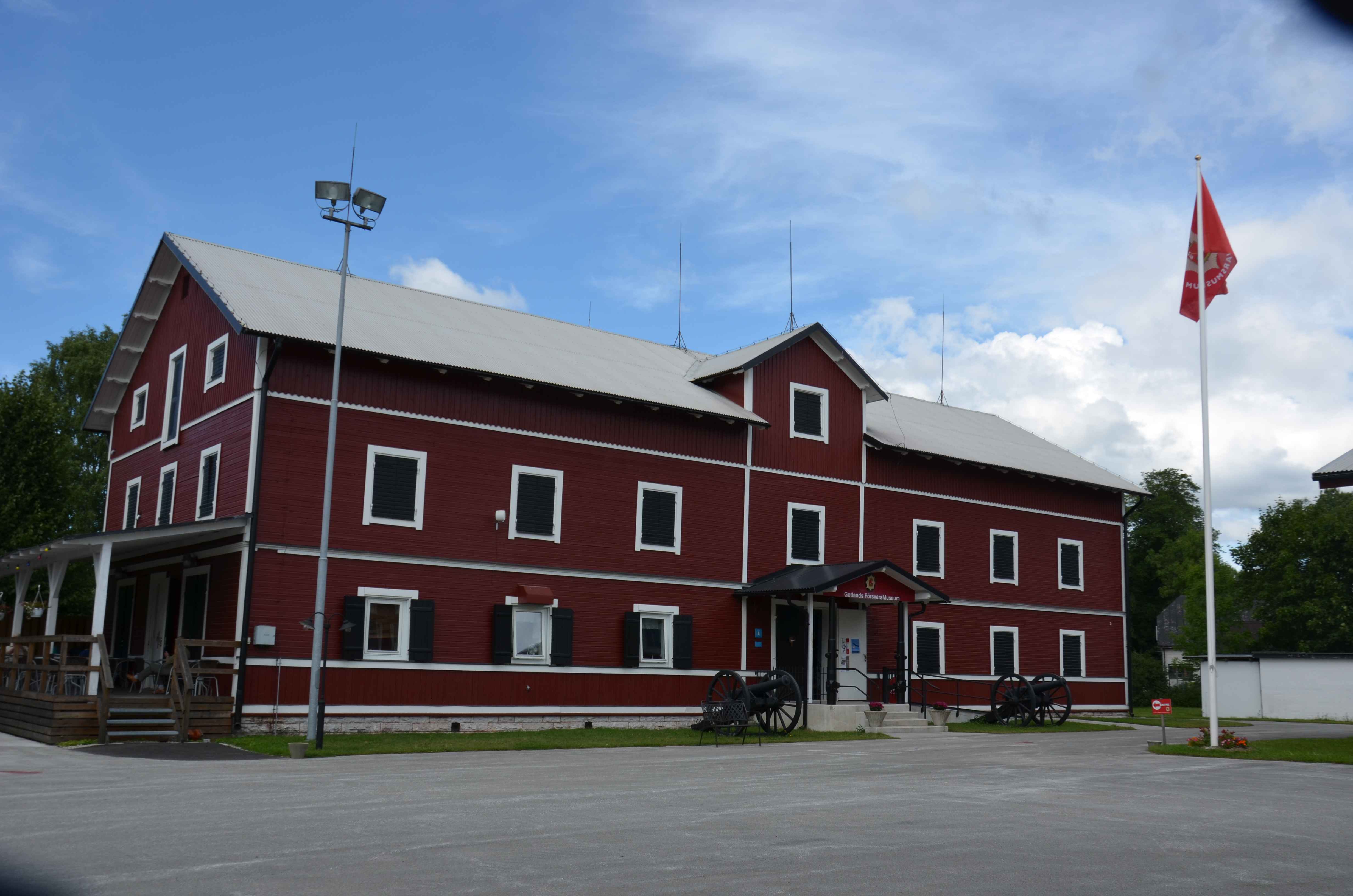
Gotlands försvarsmuseum i Tingstäde

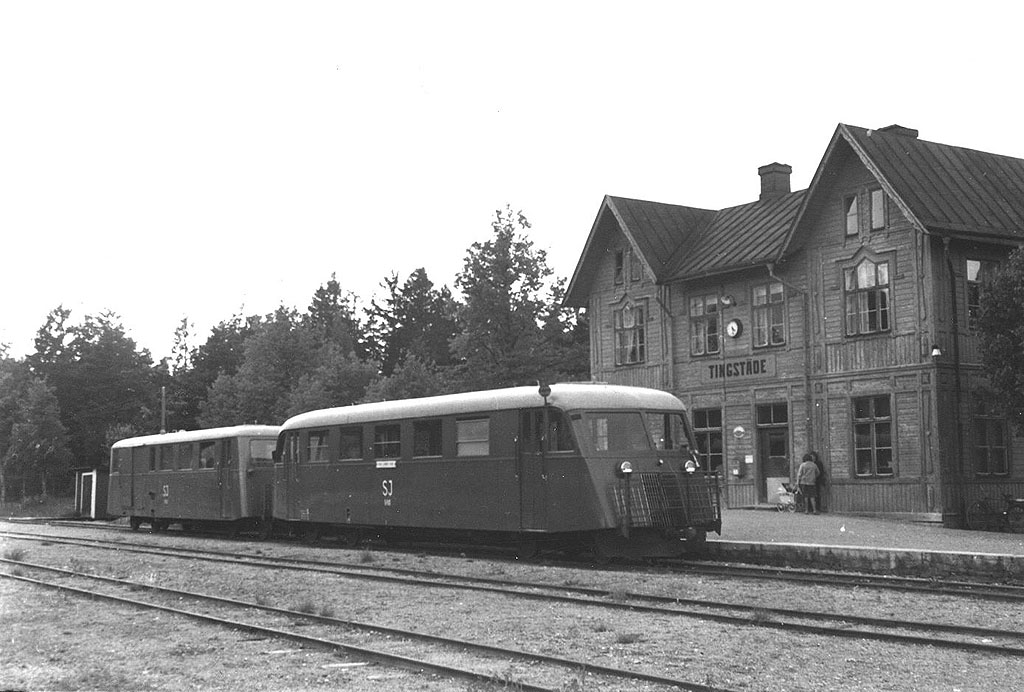
Hilding Carlsson-rälsbusståg på Tingstäde station, 1957

Tingstäde är en tätort i Gotlands kommun i Gotlands län och kyrkby i Tingstäde socken på Gotland, belägen vid Tingstäde träsk cirka 20 km nordöst om centralorten Visby. 

## Befolkningsutveckling
| Befolkningsutvecklingen i Tingstäde 1960–2020                     | Befolkningsutvecklingen i Tingstäde 1960–2020 | Befolkningsutvecklingen i Tingstäde 1960–2020 | Befolkningsutvecklingen i Tingstäde 1960–2020 | Befolkningsutvecklingen i Tingstäde 1960–2020 |
| ----------------------------------------------------------------- | --------------------------------------------- | --------------------------------------------- | --------------------------------------------- | --------------------------------------------- |
|                                                                   |                                               |                                               |                                               |                                               |
| År                                                                |                                               |                                               | Folkmängd                                     | Areal (ha)                                    |
| 1960                                                              | 1960                                          |                                               | 162                                           | ¤                                             |
| 1980                                                              | 1980                                          |                                               | 249                                           |                                               |
| 1990                                                              | 1990                                          |                                               | 285                                           | 115                                           |
| 1995                                                              | 1995                                          |                                               | 283                                           | 115                                           |
| 2000                                                              | 2000                                          |                                               | 277                                           | 116                                           |
| 2005                                                              | 2005                                          |                                               | 278                                           | 116                                           |
| 2010                                                              | 2010                                          |                                               | 265                                           | 116                                           |
| 2015                                                              | 2015                                          |                                               | 229                                           | 73                                            |
| 2020                                                              | 2020                                          |                                               | 236                                           | 76                                            |
| Anm.: Ny tätort 1980 ¤ Som tätortsbebyggelse med 150-199 invånare |                                               |                                               |                                               |                                               |

## Byggnader
I tätorten ligger Tingstäde kyrka, som är en kalkstenskyrka vars äldsta delar är daterade till början av 1200-talet. Polhemsgården är Christopher Polhems barndomshem och används nu som hembygdsgård.
Tingstäde fästning är en fästning som byggdes 1904-1914 och består av en artilleriskans och fyra infanteriskansar. Fästningen användes fram till andra världskriget och nyttjades ända in på 70-talet som övningsplats för framförallt hemvärnet. Därefter fungerade fästningen som centralförråd för speciellt ammunitions- och livsmedelhantering. Numera är den ett museum som visas av Tingstäde hembygdsförening.
På botten av Tingstäde träsk finns resterna av Bulverket, en medeltida träfästning.